# Jochen Heisenberg

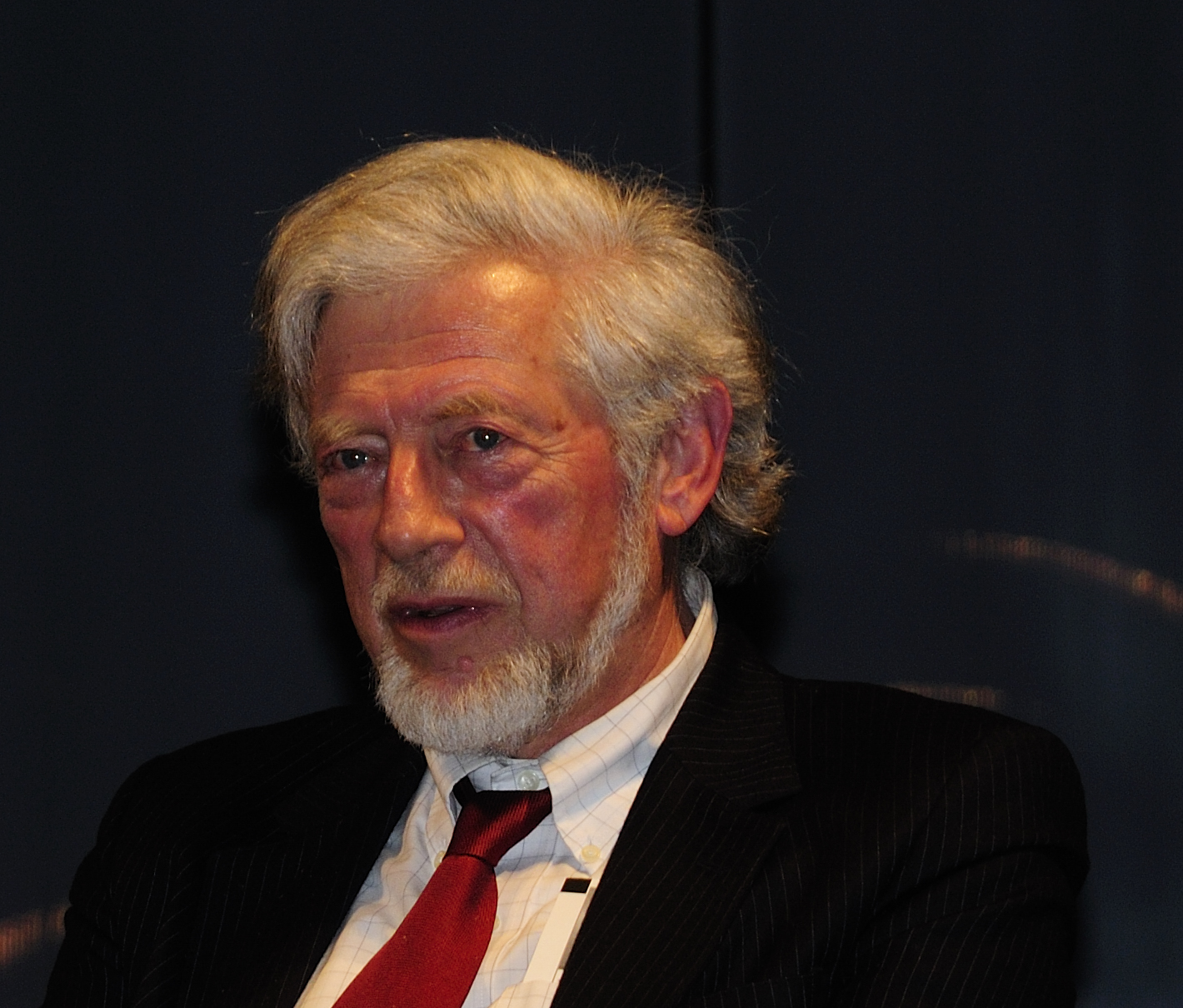
Jochen Heisenberg (Februar 2012)

Jochen Heisenberg (* 16. Mai 1939) ist ein deutscher Kernphysiker, der bis zur Emeritierung Professor an der University of New Hampshire war.

## Leben
Jochen Heisenberg studierte an der Ludwig-Maximilians-Universität München Physik (Vordiplom 1961) und danach an der Universität Hamburg mit dem Diplom 1964. Er wurde 1966 bei Willibald Jentschke an der Universität Hamburg promoviert (Untersuchungen am Np237 mit magnetisch gestörter alpha-gamma-Winkelkorrelation). Als Post-Doktorand war er zwei Jahre an der Stanford University und danach 1970 bis 1978 am Massachusetts Institute of Technology (MIT). Am Bates Linear Accelerator untersuchte er dort die Kernstruktur mit inelastischer Elektronenstreuung. 1978 wurde er Professor an der University of New Hampshire, wo er sich theoretischer Kernphysik zuwandte (unter anderem mit Coupled Cluster Entwicklung von Hermann Kümmel, Fritz Coester), auch zur theoretischen Behandlung der zuvor von ihm durchgeführten Experimente.
Er ist der Sohn von Werner Heisenberg und Bruder von Martin Heisenberg.

## Schriften
- mit J. Lichtenstadt, C. N. Papanicolas, C. P. Sargent, A. N. Courtemanche, J. S. McCarthy: Observation of 12− Magnetic Spin States in 208Pb. In: Phys. Rev. Lett., Band 40, 1978, S. 1127–1130 (doi:10.1103/PhysRevLett.40.1127; bibcode:1978PhRvL..40.1127L) (ausführlicher dazu: dieselben: High-Spin States of Jπ = 12−, 14− in 208Pb Studied by (e,e'). In: Phys. Rev. C, Band 20, 1979, S. 497–503 (doi:10.1103/PhysRevC.20.497 – bibcode:1979PhRvC..20..497L))
- mit J. Lichtenstadt, C. N. Papanicolas, J. S. McCarthy: Excitation of low lying natural parity levels in Pb-208 by inelastic electron scattering. In: Phys. Rev. C, Band 25, 1982, S. 2292–2308 (doi:10.1103/PhysRevC.25.2292).
- mit Bogdan Mihaila: Ground state correlations and mean field in 16-O. In: Phys. Rev. C, Band 59, 1999, S. 1440–1449, arxiv:nucl-th/9802029; Teil 2: Effects of a three-body nucleon interaction. In: Phys. Rev. C, Band 61, 2000, S. 054309 (arxiv:nucl-th/9912023)
- mit Bogdan Mihaila: Microscopic calculation of the inclusive electron scattering structure function in O-16. In: Phys. Rev. Lett., Band 84, 2000, S. 1403, arxiv:nucl-th/9910007